# Rutellum
Rutellum là một chi khủng long, được Lhuyd mô tả khoa học năm 1699.